# Hylophilus
Cet article possède des paronymes, voir Halophilus et Helophilus.
Genre
Hylophilus est un genre de passereaux de la famille des Vireonidae. Il regroupe quatorze espèces de viréons.

## Répartition
Ce genre se trouve à l'état naturel dans la moitié nord de l'Amérique du Sud.

## Liste alphabétique des espèces
Selon la classification de référence du Congrès ornithologique international (version 15.1, 2025) :
- Hylophilus amaurocephalus (Nordmann, 1835) — Viréon aux yeux gris
- Hylophilus poicilotis Temminck, 1822 — Viréon oreillard
- Hylophilus olivaceus Tschudi, 1844 — Viréon olivâtre
- Hylophilus pectoralis Sclater, 1866 — Viréon à tête cendrée
- Hylophilus brunneiceps Sclater, 1866 — Viréon brunâtre
- Hylophilus thoracicus Temminck, 1822 — Viréon à plastron
- Hylophilus flavipes Lafresnaye, 1845 — Viréon à pattes claires
- Hylophilus semicinereus Sclater & Salvin, 1867 — Viréon à gorge grise